# Pita Rabo
Pita Rabo (30 de julio de 1977 en Rewa) es un futbolista fiyiano que juega como delantero en el Suva.

## Carrera
Comenzó su carrera futbolística en el club de su ciudad natal, el Rewa FC, jugó allí desde 2002 hasta que en 2006 el Wairarapa United neozelandés se quedó con su pase, Rabo se afianzó rápidamente el club y permaneció en éste hasta 2011, año en que el YoungHeart Manawatu lo fichó para encarar la ASB Premiership 2011/12. Al término del torneo, rescindió su contrato con el club y regresó a Fiyi, donde firmó con el Suva.

### Clubes
| Club                | País          | Año             |
| ------------------- | ------------- | --------------- |
| Rewa FC             | Fiyi          | 2002 - 2006     |
| Wairarapa United    | Nueva Zelanda | 2006 - 2011     |
| YoungHeart Manawatu | Nueva Zelanda | 2011 - 2012     |
| Suva Football Club  | Fiyi          | 2012 - Presente |

### Selección nacional
Pita Rabo marcó 4 goles en 10 partidos con Fiyi.